# Fichteburg
Die Fichteburg ist eine Villa in Darmstadt, die in den Jahren 1931/32 nach Plänen des Architekten Sixtus Großmann (auch: Sixtus Grossmann) gebaut. Sie und die Fichtestraße wurden nach dem deutschen Philosophen Johann Gottlieb Fichte benannt.

## Architektur
Die herrschaftliche Villa ist eine Mischung aus mehreren Architekturformen:
Das hohe Dach erinnert an traditionalistische Architektur der Jahrhundertwende,
der langgestreckte Baukörper mit den waagrechten Fenstergittern gehört zum Internationalen Stil.
Das eingeschossige Gebäude besitzt eine verputzte Fassade und ein ziegelgedecktes Dach.  
Die Fichteburg repräsentiert zeittypische Architektur und ist auch typisch für die Arbeiten Sixtus Großmanns.
Die Villa steht an städtebaulich wichtiger Stelle und schließt die Fichtestraße optisch ab.
Die Fichteburg beherbergt heute das Gästehaus der Hochschule Darmstadt.
Die Fichteburg wurde als typisches Beispiel für die Architektur der 1930er-Jahre in Darmstadt unter Denkmalschutz gestellt.

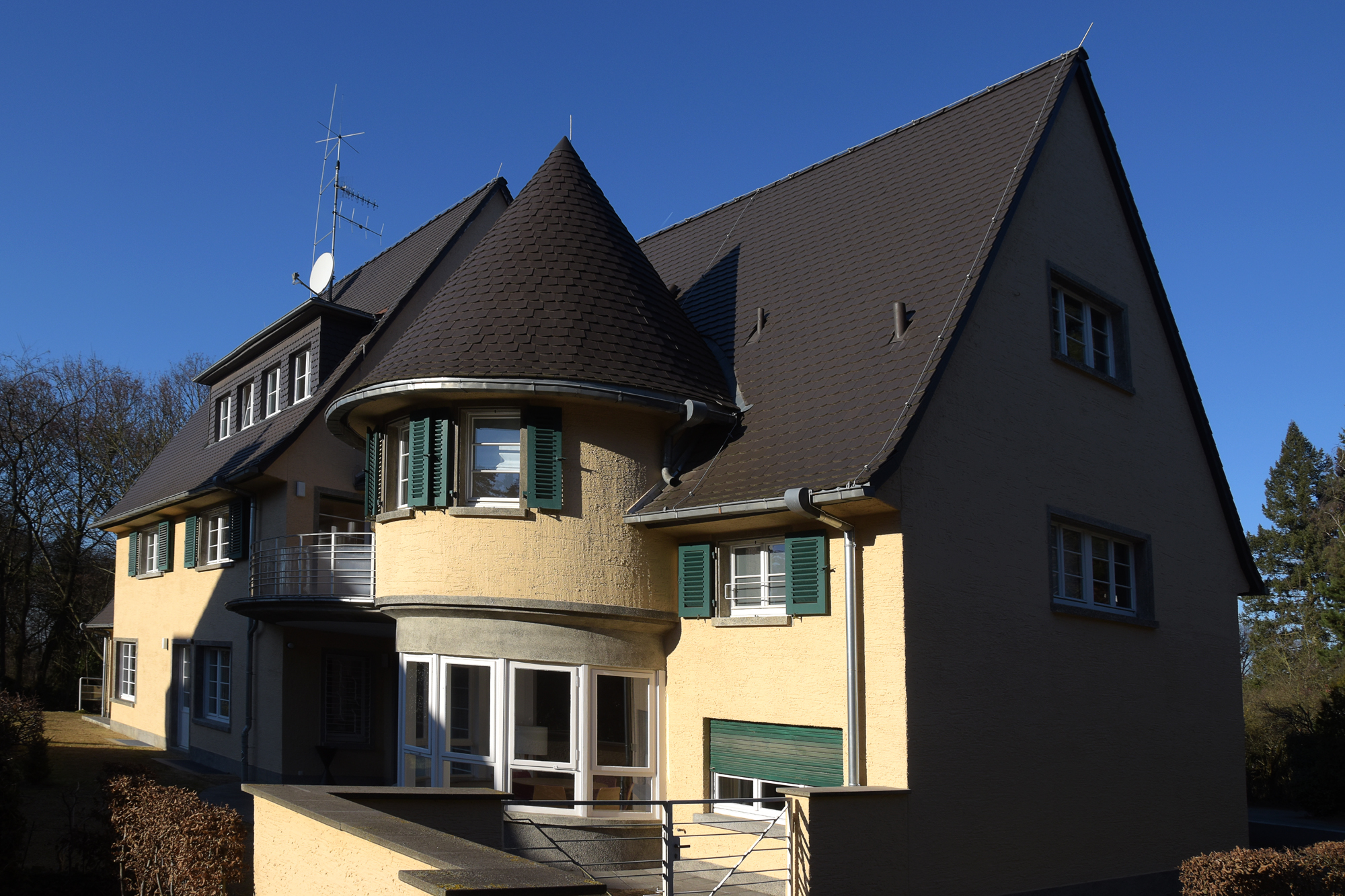
Fichteburg, Südseite
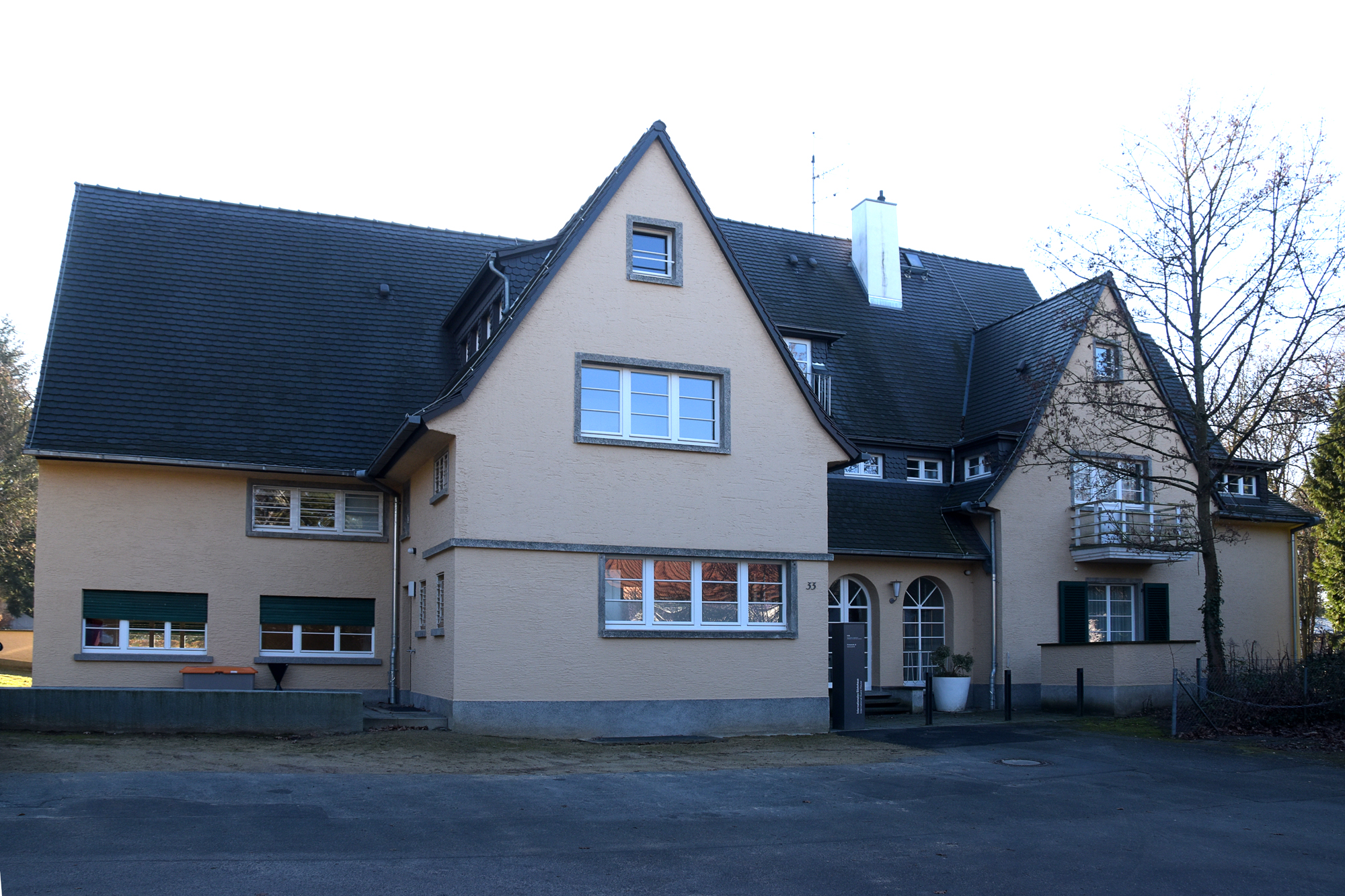
Fichteburg, Nordseite
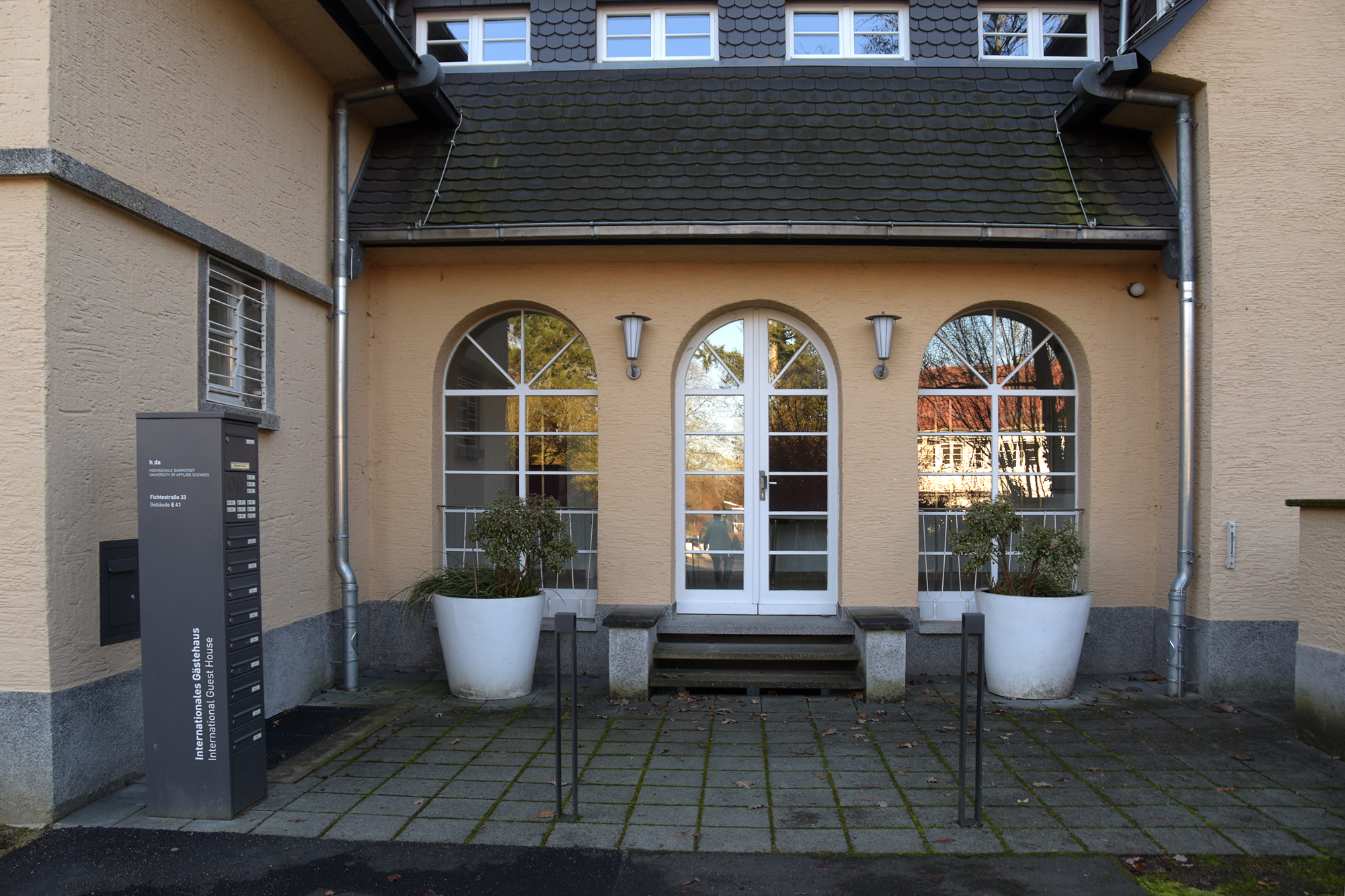
Eingangsbereich

Koordinaten: 49° 51′ 21,6″ N, 8° 39′ 51,9″ O